# Металлист 1925
«Металли́ст 1925» (укр. «Металі́ст 1925») — украинский футбольный клуб из Харькова. Выступает в Украинской премьер-лиге. Домашний стадион — «Металлист». Цвета клуба — жёлто-синие.
Бронзовый призёр Первой лиги Украины 2020/21 и 2024/25. Бронзовый призёр Второй лиги чемпионата Украины 2017/18. Серебряный призёр Чемпионата Украины среди любителей 2016/17.
В сезоне 2018/19 «Металлист 1925» являлся вторым клубом на Украине по посещаемости домашних матчей в чемпионате.
«Металлист 1925» позиционирует себя как народный клуб, совладельцем которого может стать любой болельщик. Клуб болельщиков харьковчан на 24 февраля 2022 года насчитывал 676 членов. При КБ функционирует девять постоянных комиссий, решающих насущные вопросы жизнедеятельности клуба.
Юридически «Металлист 1925» не является правопреемником «Металлиста», который был расформирован в 2016 году из-за того, что его последний владелец Сергей Курченко перестал финансировать клуб и отказался продать его другим потенциальным инвесторам.

## История

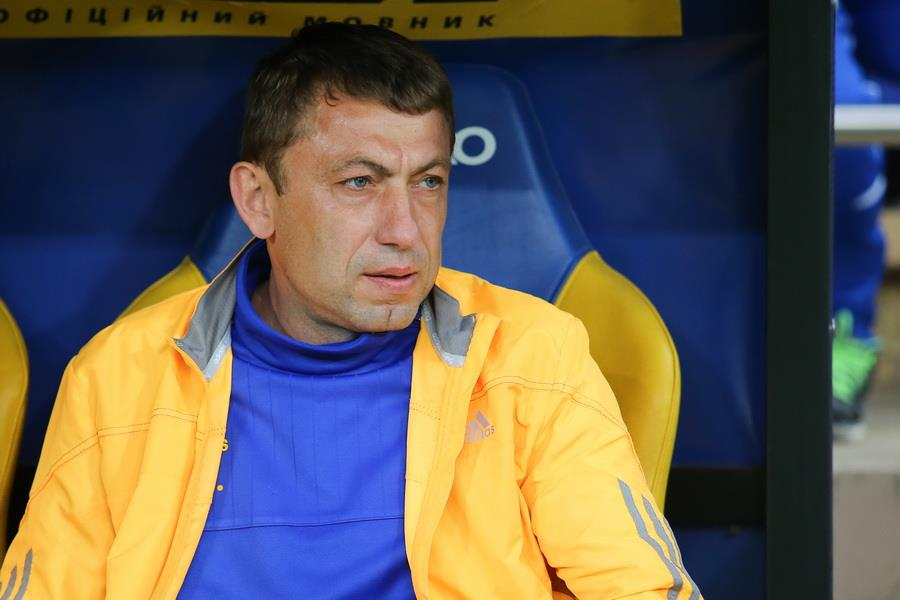
Александр Призетко − первый главный тренер команды

Футбольный клуб «Металлист 1925» был создан в Харькове 17 августа 2016 года. Первый состав команды был сформирован на основе футболистов молодёжной академии харьковского «Металлиста». В тренерский штаб «жёлто-синих» вошли последний тренер «Металлиста» Александр Призетко и бывшие игроки «Металлиста» Александр Горяинов и Сергей Ралюченко, генеральным директором стал бывший нападающий «Металлиста» Владимир Линке.
Учредители клуба заявляли о намерениях в кратчайшие сроки выиграть медали Премьер-лиги. Для этого перед командой была поставлена задача ежегодно повышаться в классе

### Сезон 2016/17: Чемпионат Украины среди любителей

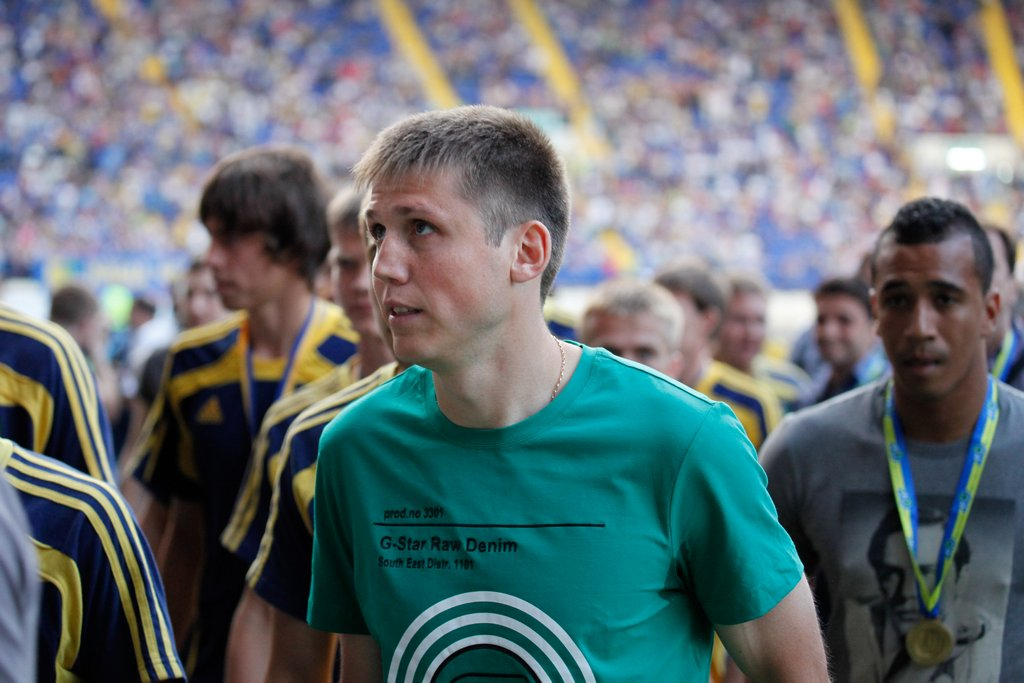
Сергей Давыдов − первый капитан команды

В сезоне 2016/17 «Металлист 1925» выступал в Чемпионате Украины среди любителей. Свой первый матч на этом турнире «жёлто-синие» провели 21 августа 2016 года на выезде против команды «Ингулец-3» (Петрово). Харьковская команда победила со счётом 2:1, голами отметились Владислав Краев и Сергей Давыдов Первый круг чемпионата команда завершила на 2 месте, проиграв лишь однажды и набрав в 10 матчах 23 очка.
В феврале — мае 2017 года команда принимала участие в Зимнем чемпионате Харьковской области. 3 мая на ОСК «Металлист» в финале турнира «Металлист 1925» со счётом 1:0 (Олег Синица, с пенальти) одержал победу над командой «Статус» из Кегичёвки и стал победителем турнира
Второй круг Чемпионата Украины среди любителей 2016/17 «Металлист 1925» провёл довольно успешно, благодаря чему команда поднялась на первое место в своей группе и вышла в финал турнира. Всего на групповой стадии чемпионата «жёлто-синие» сыграли 21 матч, в 14 из которых одержали победу, 6 из них — с крупным счётом (9:1, 5:2, 5:1, 3:0, 4:1, 4:0) В финальном матче, прошедшем 19 июня 2017 года на стадионе НСК «Олимпийский» в Киеве, харьковчане уступили команде «Агробизнес» со счётом 0:4 и стали серебряными призёрами чемпионата.

### Сезон 2017/18: Вторая лига

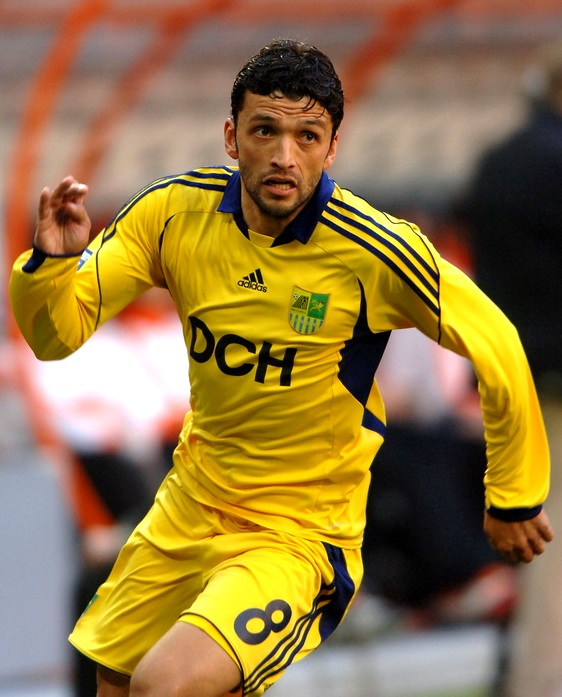
Эдмар − игрок команды в сезоне 2017/18

21 июля 2017 года клуб был принят в состав ПФЛ и получил профессиональный статус
Команда дебютировала во Второй лиге чемпионата Украины с двух поражений, но после этого выдала серию из девяти побед подряд, благодаря чему возглавила турнирную таблицу своей группы. Одним из лидеров харьковчан стал бывший полузащитник «Металлиста» и сборной Украины Эдмар. В первой части сезона «Металлист 1925» с 56 голами стал самой результативной командой Второй лиги, а нападающий клуба Сергей Давыдов, забив 22 мяча, возглавил список бомбардиров турнира. При этом в 22 матчах команда пропустила всего 16 мячей (в среднем 0,7 мячей за игру, меньше только у одной команды лиги). Команде также принадлежит наиболее продолжительная в лиге серия из 18 матчей без поражений. В последних играх осени харьковчане немного замедлили ход и окончили 2017 год на втором месте с двухочковым отставанием от первого, которое занял СК «Днепр-1». При этом отрыв «Металлиста 1925» от третьего места составил 12 очков.
26 мая 2018 года «Металлист 1925», одержав победу 4:0 над командой МФК «Николаев-2», досрочно обеспечил себе второе место в группе, бронзовые медали Второй лиги и вышел в Первую лигу чемпионата Украины

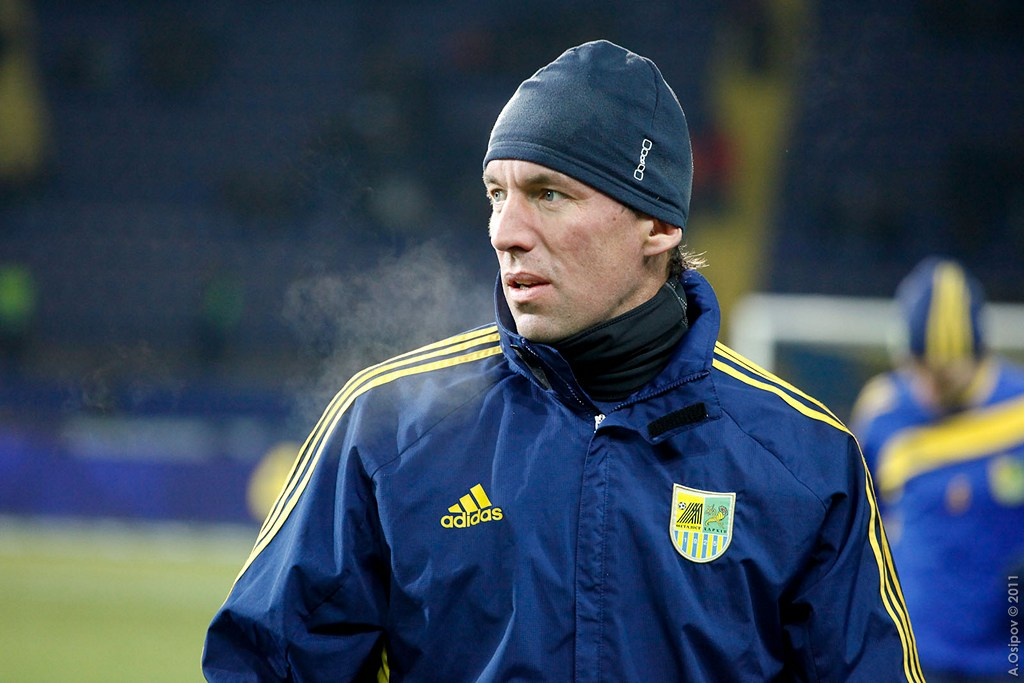
Александр Горяинов − главный тренер команды в сезоне 2018/19

### Сезоны 2018/19—2020/21: Первая лига
Дебютный матч в Первой лиге «Металлист 1925» провёл 23 июля 2018 года против команды «Агробизнес». Харьковская команда победила со счётом 2:0
В сентябре 2018 года стало известно, что «Металлист 1925» является одним из клубов, подавших заявку на получение аттестата для участия в Премьер-лиге в следующем сезоне
С 13 октября продолжается серия «жёлто-синих» из шести побед подряд, что является рекордом сезона в Первой лиге. Первую часть сезона «Металлист 1925» завершил на втором месте в турнирной таблице чемпионата, пропустив вперёд, как и год назад во Второй лиге, только СК «Днепр-1».

### Сезон 2021/22: Премьер-лига
15 июня 2021 года «Металлист 1925» был включён в состав участников УПЛ сезона 2021/22
30 августа 2023 года председатель наблюдательного совета «Металлиста 1925» Константин Валеулин сообщил, что генеральный инвестор команды компания АЕЅ Group прекратила финансирование клуба. На помощь команде пришёл основатель и СЕО криптобиржи «WhiteBIT» Владимир Носов, уроженец Харькова. В ноябре на общем собрании участников «Металлиста 1925» Владимира Носова избрали президентом клуба.

## Посещаемость матчей

### Сезон 2016/17
В первой же домашней игре «Металлиста 1925», которая состоялась на стадионе «Металлист» 27 августа 2016 года против МФК «Житомир» (счёт 0:0), был установлен рекорд посещаемости Чемпионата Украины среди любителей за последние десять лет — 6 652 зрителя. Средняя посещаемость домашних игр «Металлиста 1925» в первом круге составила 4 449 зрителей. В первой части сезона 2016/17 этот показатель на Украине превзошли лишь три из 47 профессиональных клубов
5 апреля 2017 года на харьковском дерби «Металлист 1925» — «Солли Плюс» был зафиксирован рекорд посещаемости Чемпионата Украины среди любителей за всю историю турнира. Этот матч посетил 9 831 зритель. Средняя посещаемость домашних игр «Металлиста 1925» в Чемпионате Украины среди любителей составила 4 298 зрителей. В сезоне 2016/17 этот показатель тогда ещё любительской харьковской команды на Украине был выше только у четырёх профессиональных клубов

### Сезон 2017/18
17 сентября 2017 года матч «Металлист 1925» — «Днепр-1» (1:1) на стадионе «Металлист» собрал 14 521 зрителя, что стало абсолютным рекордом посещаемости за все годы существования Второй лиги Украины.

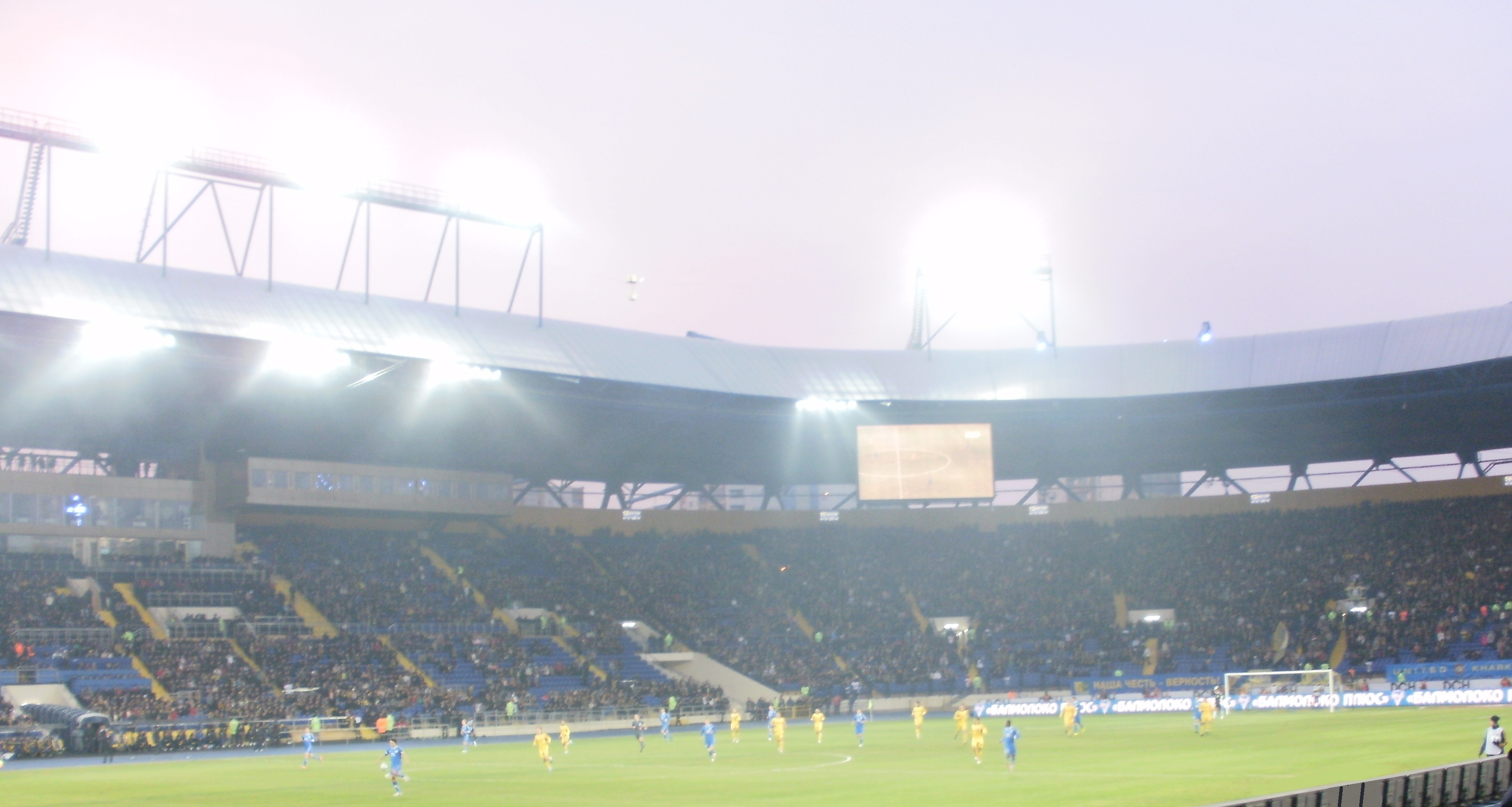
Стадион «Металлист»

В августе 2017 года по решению КДК ФФУ «Металлист 1925» провёл три домашних матча без зрителей. Без учёта этих игр средняя посещаемость домашних матчей харьковского клуба в первой половине сезона — 6 651 зритель, за весь сезон 2017/18 — 5 955 зрителей. Эти показатели в Украине смогли превзойти только три клуба, выступающие в Премьер-лиге

### Сезон 2018/19
23 марта 2019 года матч «М1925» против «Днепра-1» (1:2) собрал на трибунах 22 362 зрителя. Это самый лучший по посещаемости матч в Первой лиге с сезона 2002/03 и пятый — за всю историю Первой лиги.
В сезоне 2018/19 домашние матчи «Металлиста 1925» в Первой лиге чемпионата Украины посетило в среднем 8 417 зрителей. Этот показатель выше, чем у других клубов Первой, Второй лиг и всех команд Премьер-лиги, за исключением киевского «Динамо». Средняя посещаемость домашних матчей «Металлиста 1925» в Первой лиге также выше аналогичных показателей «Металлиста» в УПЛ в последние два года его существования (7 698 зрителей в сезоне 2014/15 и 6 894 — в сезоне 2015/16) и более, чем в два больше посещаемости матчей Премьер-лиги 2018/19 (4156 зрителей)

## Статистика выступлений
| Сезон   | Этап, группа | Место | Игры | В  | Н | П | РМ    | Очки | Главный тренер     | Лучший бомбардир         |
| 2016/17 | Группа 2     | 1     | 20   | 13 | 4 | 3 | 46−18 | 43   | Александр Призетко | Сергей Давыдов (9 голов) |
| 2016/17 | Финал        |       | 1    | 0  | 0 | 1 | 0−4   | —    | Александр Призетко | Сергей Давыдов (9 голов) |

| Сезон   | Чемпионат Украины | Чемпионат Украины | Чемпионат Украины | Чемпионат Украины | Чемпионат Украины | Чемпионат Украины | Чемпионат Украины | Чемпионат Украины | Кубок Украины | Главный тренер                                                                | Лучший бомбардир (количество голов)   |
| Сезон   | Лига              | Место             | Игры              | В                 | Н                 | П                 | РМ                | Очки              | Кубок Украины | Главный тренер                                                                | Лучший бомбардир (количество голов)   |
| 2017/18 | Вторая            | 2 /               | 33                | 21                | 4                 | 8                 | 77−27             | 67                | 1/64 финала   | Александр Призетко, Александр Иванов, Сергей Ралюченко (и. о.), Сергей Валяев | Сергей Давыдов (24)                   |
| 2018/19 | Первая            | 4                 | 28                | 15                | 6                 | 7                 | 35−20             | 51                | 1/16 финала   | Сергей Валяев, Александр Горяинов                                             | Олег Синица (10)                      |
| 2019/20 | Первая            | 7                 | 30                | 15                | 6                 | 9                 | 44−34             | 51                | 1/32 финала   | Андрей Демченко, Вячеслав Хруслов (и. о.)                                     | Ярослав Ямполь (10)                   |
| 2020/21 | Первая            |                   | 30                | 16                | 8                 | 6                 | 36−22             | 56                | 1/64 финала   | Валерий Кривенцов                                                             | Виталий Пономарь, Юрий Батюшин (по 6) |
| 2021/22 | Премьер-лига      | 10                | 18                | 6                 | 1                 | 11                | 17−29             | 19                | 1/8 финала    | Валерий Кривенцов                                                             | Марлисон (5)                          |

### Крупнейшие победы
- в Премьер-лиге Украины — 4:0 «Ингулец» (22.10.2021, Харьков);
- в Первой лиге Украины — 4:0 «Кремень» (5.06.2021, Кременчуг);
- во Второй лиге Украины — 5:0 «Металлург» (29.09.2017, Запорожье), «Реал Фарма» (29.10.2017, Харьков);
- в Чемпионате Украины среди любителей — 9:1 МФК «Первомайск» (11.09.2016, Харьков).

### Крупнейшие поражения
- в Премьер-лиге Украины — 1:6 «Заря» (31.10.2021, Харьков);
- в Первой лиге Украины — 0:5 «Агробизнес» (23.11.2019, Волочиск);
- во Второй лиге Украины — 1:4 «Мир» (02.05.2018, Харьков);
- в Чемпионате Украины среди любителей — 0:4 «Таврия-Скиф» (20.05.2017, Раздол), «Агробизнес» (19.06.2017, Киев).

### Наиболее результативные матчи
- в Первой лиге Украины — 4:2 «Кремень» (26.10.2019, Полтава; 13.08.2020, Харьков);
- во Второй лиге Украины — 6:2 МФК «Николаев-2» (04.09.17, Николаев);
- в Кубке Украины — 2:2 «Нива» Тернополь (09.07.17, Харьков);
- в Чемпионате Украины среди любителей — 9:1 МФК «Первомайск» (11.09.2016, Харьков).

### Покеры и хет-трики
Указаны игроки, забившие за «Металлист 1925» три и более голов в одном официальном матче
| Игрок            | Голов | Турнир | Соперник            | Результат | Дата       | Источник |
| ---------------- | ----- | ------ | ------------------- | --------- | ---------- | -------- |
| Олег Синица      | 4     | 1 лига | «Сумы» (д)          | 4:1       | 05.08.2018 | [ 53 ]   |
| Сергей Давыдов   | 3     | 2 лига | «Металлург» З. (д)  | 4:0       | 29.07.2017 | [ 54 ]   |
| Сергей Давыдов   | 3     | 2 лига | «Судостроитель» (д) | 5:1       | 09.08.2017 | [ 55 ]   |
| Максим Ермоленко | 3     | 2 лига | «Судостроитель» (г) | 5:1       | 02.06.2018 | [ 56 ]   |

## Достижения
Первая лига:
Бронзовый призёр (2): 2020/21, 2024/25
Вторая лига:
Бронзовый призёр: 2017/18
Чемпионат Украины среди любителей:
Вице-чемпион: 2016/17
Зимний чемпионат Харьковской области:
Чемпион: 2017
Кубок В. Пожечевского:
Бронзовый призёр: 2018

## Руководство
| Должность                          | Имя              |
| ---------------------------------- | ---------------- |
| Президент                          | Владимир Носов   |
| Вице-президент                     | Юрий Коротун     |
| Глава наблюдательного совета       | Богдан Бойко     |
| Генеральный директор               | Антон Иванов     |
| Заместитель генерального директора | Денис Лутюк      |
| Спортивный директор                | Николай Шамардин |
| Технический директор               | Андрей Куликов   |

## Главные тренеры
| Период                | Имя                      |
| --------------------- | ------------------------ |
| 17.08.2016—26.09.2017 | Александр Призетко       |
| 27.09.2017—03.05.2018 | Александр Иванов         |
| 03.05.2018—08.05.2018 | Сергей Ралюченко (и. о.) |
| 08.05.2018—11.09.2018 | Сергей Валяев            |
| 11.09.2018—04.06.2019 | Александр Горяинов       |
| 19.06.2019—21.07.2020 | Андрей Демченко          |
| 21.07.2020—21.08.2020 | Вячеслав Хруслов (и. о.) |
| 21.08.2020—23.10.2022 | Валерий Кривенцов        |
| 23.10.2022—06.11.2023 | Эдмар (и. о.)            |
| 06.11.2023—20.12.2023 | Олег Голодюк             |
| 20.12.2023—27.07.2024 | Виктор Скрипник          |
| 28.07.2024—19.08.2024 | Сергей Карпенко (и. о.)  |
| 20.08.2024—н. в.      | Патрик ван Леувен        |

## Тренерский штаб
| Должность                       | Имя               |
| ------------------------------- | ----------------- |
| Главный тренер                  | Патрик ван Леувен |
| Первый помщник главного тренера | Ори Давид         |
| Помощник главного тренера       | Александр Чижов   |
| Ассистент главного тренера      | Максим Цвиренко   |
| Ассистент главного тренера      | Дмитрий Кабачок   |
| Тренер вратарей                 | Сергей Вольваков  |
| Тренер по физической подготовке | Андрей Шабалин    |
| Тренер по физической подготовке | Валерий Блохин    |

## Текущий состав
| 1  | Флаг Украины | Вр  | Олег Мозиль               | 1996 |  |  |  |  |  |
| 23 | Флаг Украины | Вр  | Ярослав Проценко          | 2002 |  |  |  |  |  |
| 25 | Флаг Украины | Вр  | Максим Коваленко          | 2002 |  |  |  |  |  |
| 30 | Флаг Украины | Вр  | Даниил Варакута           | 2001 |  |  |  |  |  |
|    |              |     |                           |      |  |  |  |  |  |
| 2  | Флаг Украины | Защ | Дмитрий Капинус           | 2003 |  |  |  |  |  |
| 3  | Флаг Украины | Защ | Василий Кравец            | 1997 |  |  |  |  |  |
| 13 | Флаг Украины | Защ | Владимир Салюк            | 1997 |  |  |  |  |  |
| 18 | Флаг Украины | Защ | Евгений Павлюк            | 2002 |  |  |  |  |  |
| 24 | Флаг Украины | Защ | Александр Мартынюк        | 2001 |  |  |  |  |  |
| 27 | Флаг Украины | Защ | Илья Крупский             | 2004 |  |  |  |  |  |
| 31 | Флаг Украины | Защ | Артём Шабанов             | 1992 |  |  |  |  |  |
| 32 | Флаг Украины | Защ | Максим Имереков (капитан) | 1991 |  |  |  |  |  |
|    |              |     |                           |      |  |  |  |  |  |
| 5  | Флаг Украины | ПЗ  | Иван Калюжный             | 1998 |  |  |  |  |  |

| 7  | Флаг Бразилии | ПЗ  | Ари Моура             | 1996 |  |  |  |  |  |
| 8  | Флаг Украины  | ПЗ  | Самуэль Обинайя       | 2005 |  |  |  |  |  |
| 10 | Флаг Украины  | ПЗ  | Владлен Юрченко       | 1994 |  |  |  |  |  |
| 11 | Флаг Украины  | ПЗ  | Вячеслав Чурко        | 1993 |  |  |  |  |  |
| 14 | Флаг Украины  | ПЗ  | Рамик Гаджиев         | 2005 |  |  |  |  |  |
| 19 | Флаг Албании  | ПЗ  | Эрмир Рашица          | 2004 |  |  |  |  |  |
| 25 | Флаг Украины  | ПЗ  | Иван Литвиненко       | 2001 |  |  |  |  |  |
| 45 | Флаг Украины  | ПЗ  | Владислав Калитвинцев | 1993 |  |  |  |  |  |
| 74 | Флаг Украины  | ПЗ  | Игорь Снурницын       | 2000 |  |  |  |  |  |
| 91 | Флаг Украины  | ПЗ  | Матвей Панченко       | 2006 |  |  |  |  |  |
|    |               |     |                       |      |  |  |  |  |  |
| 15 | Флаг Украины  | Нап | Денис Антюх           | 1997 |  |  |  |  |  |
| 80 | Флаг Нигерии  | Нап | Кристиан Мба          | 1999 |  |  |  |  |  |
| 98 | Флаг Нигерии  | Нап | Питер Итондо          | 2003 |  |  |  |  |  |

## Трансферы 2025/26
| Позиция | Игрок              | Прежний клуб        |
| ------- | ------------------ | ------------------- |
| ПЗ      | Иван Калюжный***   | Александрия         |
| Защ     | Илья Крупский**    | Ворскла             |
| Защ     | Евгений Павлюк     | Ворскла             |
| Защ     | Александр Мартынюк | Александрия         |
| Защ     | Артём Шабанов***   | Александрия         |
| Нап     | Денис Антюх***     | Заря (Луганск)      |
| Защ     | Евгений Пасич**    | Ворскла             |
| Нап     | Раймонд Овусу**    | Хорн                |
| Нап     | Алексей Сидоров**  | Колос (Ковалёвка)   |
| Защ     | Юрий Потимков**    | Кудровка            |
| ПЗ      | Игорь Когут**      | Черноморец (Одесса) |
| Нап     | Питер Итодо        | Динамо Сити         |
| Нап     | Батон Забергя      | Динамо Сити         |

| Позиция | Игрок                | Новый клуб         |
| ------- | -------------------- | ------------------ |
| Защ     | Алексей Гусев**      | Динамо (Киев)      |
| Нап     | Владислав Бугай**    | Заря (Луганск)     |
| Защ     | Голден Мафвента**    | Вишков             |
| ПЗ      | Педро Артур**        | Конкордия Атлетико |
| Защ     | Игорь Курило***      |                    |
| Защ     | Максим Жичиков***    | Авангард (Лозовая) |
| ПЗ      | Дмитрий Кравченко*** |                    |
| Нап     | Андрей Борячук***    | Эпицентр           |
| ПЗ      | Сергей Стень***      | Верес              |
| Защ     | Евгений Пасич*       | Оболонь            |

* В аренду. 

** Из аренды. 

*** Свободный агент.

## Капитаны
Учтены матчи на профессиональном уровне и в Чемпионате Украины среди любителей.
| Игрок            | Годы в команде | Годы капитанства | Матчей в качестве капитана |
| ---------------- | -------------- | ---------------- | -------------------------- |
| Сергей Давыдов   | 2016−2020      | 2016−2019        | 60                         |
| Артём Габелок    | 2021—2024      | 2022—2024        | 53                         |
| Денис Сидоренко  | 2018-2024      | 2022-2024        | 24                         |
| Эдмар            | 2017−2018      | 2017−2018        | 13                         |
| Александр Жданов | 2017−2019      | 2018−2019        | 10                         |
| Андрей Ралюченко | 2017−2019      | 2017             | 1                          |

## Инфраструктура
Домашним стадионом команды является «Металлист». После начала вторжения в Украину российских войск, клуб вынужденно принимал гостей на киевских аренах НСК «Олимпийский» и УТК им. Банникова, а также на стадионах «Колос» и «Арена Левый берег» в Киевской области
«Металлист 1925» проводит тренировки на учебно-тренировочной базе в посёлке Высокий.
В детско-юношеской футбольной спортивной школе «Металлист 1925» учится более 400 детей и юношей в возрасте от 4 до 17 лет. ДЮФСШ представлена в Высшей лиге ДЮФЛУ во всех четырёх возрастных группах.